# Roberto Cappellacci
Roberto Cappellacci (Giulianova, 7 novembre 1966) è un allenatore di calcio ed ex calciatore italiano, di ruolo centrocampista, tecnico del Giulianova.

## Carriera

### Giocatore
Debutta fra i professionisti a 18 anni nel Teramo in Serie C1, prelevato dai dilettanti del Tortoreto, rimanendovi per tre stagioni.
Nel 1987 passa al Barletta che lo fa esordire in Serie B e già nel mercato autunnale lo cede al Como, che disputa la Serie A, categoria nella quale Cappellacci non scenderà mai in campo.
Nel 1988 fa ritorno in Serie C1, per un anno al Palermo e per uno al Piacenza, in entrambi i casi sotto la guida di Giorgio Rumignani. Nel 1990 passa al Modena dove gioca l'intera stagione da titolare in Serie B, segnando anche il suo primo gol in cadetteria il 5 maggio 1991 contro la Salernitana.
La stagione successiva viene ingaggiato dalla Fidelis Andria, dove alla prima stagione contribuisce alla promozione in Serie B, militando poi nel campionato cadetto fino al 1996; nel campionato 1995-1996 subisce un grave infortunio, che lo tiene fuori squadra per 18 mesi, e a fine stagione i pugliesi retrocedono. Cappellacci rimane in rosa e al primo tentativo aiuta i bianco-blu a vincere il campionato di Serie C1 tornando così a giocare in Serie B per un'altra stagione.
Nel 1998 si trasferisce alla Reggiana, dove rimane per due anni, il primo in Serie B ed il secondo in Serie C1, disputando 60 partite senza reti.
Termina la carriera in Serie C1 con la maglia del Giulianova, squadra della sua città, dove gioca per due anni fino al 2002.
In tutta la carriera ha totalizzato 199 presenze in Serie B condite da 6 reti.

### Allenatore
Subito dopo il ritiro diventa allenatore, iniziando come vice di Angelo Pierleoni sulla panchina della Fidelis Andria, e nel campionato di Serie C2 2003-2004 guida la Rosetana.
Arriva alla Santegidiese nel corso della stagione 2004-2005 e rimane anche la stagione successiva guidando la compagine vibratiana alla promozione in Serie D. In seguito allena per due stagioni il Pescina Valle del Giovenco ottenendo al primo anno una promozione in Serie C2 nel 2006-2007 e l'anno successivo il secondo posto e la sconfitta nella semifinale play-off.
Tra il 2008 ed il 2009 è il responsabile del settore giovanile del Siena.
Nel 2009 allena per alcuni mesi il Pescina Valle del Giovenco in Lega Pro Prima Divisione, prima di essere esonerato nel mese di novembre. Viene richiamato sulla panchina abruzzese il successivo 18 febbraio 2010 per essere poi nuovamente sollevato dell'incarico il seguente 25 maggio.
Dal settembre 2010 torna sulla panchina della Santegidiese in Serie D, e i giallorossi chiudono la stagione al settimo posto nel girone F ad un punto dai play-off. Il 6 giugno 2011 diventa ufficialmente l'allenatore del Teramo sempre in Serie D ottenendo la promozione in Lega Pro Seconda Divisione al termine della stagione. Sotto la sua guida tecnica, il Teramo nel campionato 2012-2013 si piazza al 6º posto e accede ai play-off, dove viene sconfitto in finale dall'Aquila.
Il 20 giugno 2013 rescinde il contratto con il Teramo e il 27 giugno successivo diventa l'allenatore del Cosenza. Il 27 ottobre 2014 alla luce dei risultati negativi conseguiti viene sollevato dall'incarico di allenatore dei silani.
Il 30 maggio 2015 diventa il nuovo allenatore del Campobasso; il 3 novembre successivo viene esonerato e sostituito da Massimiliano Favo. Guida poi il Castelfidardo in due riprese nel campionato di Serie D 2016-2017 e nel novembre 2017 subentra sulla panchina del Ciabbino, nel campionato di Eccellenza marchigiana, venendo poi esonerato nel marzo del 2018.
Il 19 agosto 2018 diviene allenatore della rinata L’Aquila, sorta la stessa estate a seguito della mancata iscrizione nel campionato di Serie D della vecchia società del capoluogo abruzzese. Nella stagione 2018-2019 guida i rossoblù nel campionato di Prima Categoria abruzzese vincendolo, con due giornate di anticipo, il 1º maggio 2019. Confermato nella stagione successiva,  conduce la squadra rossoblù in prima posizione nel campionato di Promozione, a 12 dalla seconda classificata e 6 giornate dalla fine, momento dell’interruzione a causa della pandemia di COVID-19. L’8 giugno 2020 viene ufficializzata la promozione in Eccellenza. Il 6 maggio 2021, a seguito di un pareggio deludente nel campionato di Eccellenza abruzzese, rassegna le dimissioni da allenatore dell’Aquila.
Il 17 novembre 2021 il Fano, club di Serie D, ufficializza il suo ingaggio come nuovo allenatore. Il 9 dicembre, società e tecnico, decidono di comune accordo di interrompere il rapporto di collaborazione.
Il 2 novembre 2023 ritorna sulla panchina dell'Aquila, in Serie D, al posto dell'esonerato Massimo Epifani. Conduce gli aquilani al 2º posto finale in Campionato e vince la finale playoff contro la Sambenedettese. Il 2 agosto 2024 Cappellacci si dimette dal Club rossoblù.
Il 30 settembre 2024 viene nominato nuovo tecnico del Giulianova in Eccellenza Abruzzo, con cui firma un contratto annuale. Il 4 maggio 2025 vince il Campionato riportando i giallorossi in Serie D dopo quattro anni di assenza.

## Statistiche

### Statistiche da allenatore
Statistiche aggiornate al 6 maggio 2024. In grassetto le competizioni vinte.
| Stagione            | Squadra             | Campionato          | Campionato | Campionato | Campionato | Campionato | Coppe nazionali | Coppe nazionali | Coppe nazionali | Coppe nazionali | Coppe nazionali | Coppe continentali | Coppe continentali | Coppe continentali | Coppe continentali | Coppe continentali | Altre coppe | Altre coppe | Altre coppe | Altre coppe | Altre coppe | Totale | Totale | Totale | Totale | % Vittorie | Piazzamento              |
| Stagione            | Squadra             | Comp                | G          | V          | N          | P          | Comp            | G               | V               | N               | P               | Comp               | G                  | V                  | N                  | P                  | Comp        | G           | V           | N           | P           | G      | V      | N      | P      | %          | Piazzamento              |
| ------------------- | ------------------- | ------------------- | ---------- | ---------- | ---------- | ---------- | --------------- | --------------- | --------------- | --------------- | --------------- | ------------------ | ------------------ | ------------------ | ------------------ | ------------------ | ----------- | ----------- | ----------- | ----------- | ----------- | ------ | ------ | ------ | ------ | ---------- | ------------------------ |
| nov. 2003-gen. 2004 | Rosetana            | C2                  | 5          | 0          | 2          | 3          | CI-C            | -               | -               | -               | -               | -                  | -                  | -                  | -                  | -                  | -           | -           | -           | -           | -           | 5      | 0      | 2      | 3      | &0,00      | Sub., Eson.              |
| 2005-2006           | Santegidiese        | Ecc.                | 34         | 22         | 9          | 3          | CI-Ecc.         | -               | -               | -               | -               | -                  | -                  | -                  | -                  | -                  | -           | -           | -           | -           | -           | 34     | 22     | 9      | 3      | 64,71      | 1º (prom.)               |
| 2006-2007           | Pescina VG          | D                   | 34+4       | 19+1       | 10+1       | 5+2        | CI-D            | 4               | 2               | 1               | 1               | -                  | -                  | -                  | -                  | -                  | -           | -           | -           | -           | -           | 42     | 22     | 12     | 8      | 52,38      | 1º (prom.)               |
| 2007-2008           | Pescina VG          | C2                  | 34+2       | 17         | 8+1        | 9+1        | CI-C            | 4               | 2               | 1               | 1               | -                  | -                  | -                  | -                  | -                  | -           | -           | -           | -           | -           | 40     | 19     | 10     | 11     | 47,50      | 2º                       |
| 2009-2010           | Pescina VG          | 1D                  | 17         | 5          | 4          | 8          | CI-LP           | 1               | 0               | 0               | 1               | -                  | -                  | -                  | -                  | -                  | -           | -           | -           | -           | -           | 18     | 5      | 4      | 9      | 27,78      | Sub., Eson., Sub., Eson. |
| Totale Pescina VG   | Totale Pescina VG   | Totale Pescina VG   | 91         | 42         | 24         | 25         |                 | 9               | 4               | 2               | 3               |                    | -                  | -                  | -                  | -                  |             | -           | -           | -           | -           | 100    | 46     | 26     | 28     | 46,00      |                          |
| 2010-2011           | Santegidiese        | D                   | 38         | 16         | 11         | 11         | CI-D            | 2               | 1               | 0               | 1               | -                  | -                  | -                  | -                  | -                  | -           | -           | -           | -           | -           | 40     | 17     | 11     | 12     | 42,50      | 7º                       |
| Totale Santegidiese | Totale Santegidiese | Totale Santegidiese | 72         | 38         | 20         | 14         |                 | 2               | 1               | 0               | 1               |                    | -                  | -                  | -                  | -                  |             | -           | -           | -           | -           | 74     | 39     | 20     | 15     | 52,70      |                          |
| 2011-2012           | Teramo              | D                   | 34+4       | 22+2       | 7+1        | 5+1        | CI+CI-D         | 1+1             | 0+0             | 0+0             | 1+1             | -                  | -                  | -                  | -                  | -                  | -           | -           | -           | -           | -           | 40     | 24     | 8      | 8      | 60,00      | 1º (prom.)               |
| 2012-2013           | Teramo              | 2D                  | 34+4       | 15+1       | 8+1        | 11+2       | CI-LP           | 2               | 0               | 1               | 1               | -                  | -                  | -                  | -                  | -                  | -           | -           | -           | -           | -           | 40     | 16     | 10     | 14     | 40,00      | 6º                       |
| Totale Teramo       | Totale Teramo       | Totale Teramo       | 76         | 40         | 17         | 19         |                 | 4               | 0               | 1               | 3               |                    | -                  | -                  | -                  | -                  |             | -           | -           | -           | -           | 80     | 40     | 18     | 22     | 50,00      |                          |
| 2013-2014           | Cosenza             | 2D                  | 34         | 15         | 10         | 9          | CI-LP           | 2               | 0               | 1               | 1               | -                  | -                  | -                  | -                  | -                  | -           | -           | -           | -           | -           | 36     | 15     | 11     | 10     | 41,67      | 4º                       |
| lug.-ott. 2014      | Cosenza             | LP                  | 10         | 1          | 4          | 5          | CI-LP           | 1               | 1               | 0               | 0               | -                  | -                  | -                  | -                  | -                  | -           | -           | -           | -           | -           | 11     | 2      | 4      | 5      | 18,18      | Eson.                    |
| Totale Cosenza      | Totale Cosenza      | Totale Cosenza      | 44         | 16         | 14         | 14         |                 | 3               | 1               | 1               | 1               |                    | -                  | -                  | -                  | -                  |             | -           | -           | -           | -           | 47     | 17     | 15     | 15     | 36,17      |                          |
| lug.-nov. 2015      | Campobasso          | D                   | 10         | 4          | 1          | 5          | CI-D            | 1               | 0               | 1               | 0               | -                  | -                  | -                  | -                  | -                  | -           | -           | -           | -           | -           | 11     | 4      | 2      | 5      | 36,36      | Eson.                    |
| dic. 2016-feb. 2017 | Castelfidardo       | D                   | 6          | 0          | 1          | 5          | CI-D            | -               | -               | -               | -               | -                  | -                  | -                  | -                  | -                  | -           | -           | -           | -           | -           | 6      | 0      | 1      | 5      | &0,00      | Sub., Eson.              |
| nov. 2017-mar. 2018 | Ciabbino            | Ecc.                | 12         | 5          | 3          | 4          | CI-Ecc.         | -               | -               | -               | -               | -                  | -                  | -                  | -                  | -                  | -           | -           | -           | -           | -           | 12     | 5      | 3      | 4      | 41,67      | Sub., Eson.              |
| 2018-2019           | L’Aquila            | 1ª Cat.             | 33         | 30         | 2          | 1          | -               | -               | -               | -               | -               | -                  | -                  | -                  | -                  | -                  | -           | -           | -           | -           | -           | 33     | 30     | 2      | 1      | 90,91      | 1º (prom.)               |
| 2019-2020           | L’Aquila            | Prom.               | 28         | 23         | 3          | 2          | CI-Prom.        | 5               | 3               | 0               | 2               | -                  | -                  | -                  | -                  | -                  | -           | -           | -           | -           | -           | 33     | 26     | 3      | 4      | 78,79      | 1º (prom.)               |
| 2020-mag. 2021      | L’Aquila            | Ecc.                | 4          | 2          | 2          | 0          | -               | -               | -               | -               | -               | -                  | -                  | -                  | -                  | -                  | -           | -           | -           | -           | -           | 4      | 2      | 2      | 0      | 50,00      | Dimis.                   |
| nov.-dic. 2021      | Fano                | D                   | 4          | 1          | 1          | 2          | CI-D            | -               | -               | -               | -               | -                  | -                  | -                  | -                  | -                  | -           | -           | -           | -           | -           | 4      | 1      | 1      | 2      | 25,00      | Sub., Resc. cons.        |
| nov. 2023-2024      | L’Aquila            | D                   | 25+2       | 16         | 6+2        | 3          | CI-D            | -               | -               | -               | -               | -                  | -                  | -                  | -                  | -                  | -           | -           | -           | -           | -           | 27     | 16     | 8      | 3      | 59,26      | Sub., 2º                 |
| Totale L'Aquila     | Totale L'Aquila     | Totale L'Aquila     | 92         | 71         | 15         | 6          |                 | 5               | 3               | 0               | 2               |                    | -                  | -                  | -                  | -                  |             | -           | -           | -           | -           | 97     | 74     | 15     | 8      | 76,29      |                          |
| set. 2024-2025      | Giulianova          | Ecc.                | 29         | 23         | 5          | 1          | CI-Ecc.+CI-Dil. | 5+6             | 5+3             | 0+3             | 0+0             | -                  | -                  | -                  | -                  | -                  | -           | -           | -           | -           | -           | 40     | 31     | 8      | 1      | 77,50      | Sub., 1º (prom.)         |
| Totale carriera     | Totale carriera     | Totale carriera     | 441        | 240        | 103        | 98         |                 | 35              | 17              | 8               | 10              |                    | -                  | -                  | -                  | -                  |             | -           | -           | -           | -           | 476    | 257    | 111    | 108    | 53,99      |                          |

## Palmarès

### Giocatore
- Campionato italiano Serie C1: 1

Fidelis Andria: 1996-1997 (girone B)
- Campionato italiano Serie C2: 1

Teramo: 1985-1986 (girone C)

### Allenatore

#### Club

##### Competizioni regionali
- Eccellenza: 2

Santegidiese: 2005-2006
Giulianova: 2024-2025
- Promozione: 1

L’Aquila: 2019-2020 (girone A)
- Prima Categoria: 1

L’Aquila: 2018-2019 (girone A)
- Coppa Italia Dilettanti Abruzzo: 1

Giulianova: 2024-2025

##### Competizioni nazionali
- Serie D: 2

Pescina Valle del Giovenco: 2006-2007 (girone F)
Teramo: 2011-2012 (girone F)